# Leptocerus tursiops
Leptocerus tursiops là một loài Trichoptera trong họ Leptoceridae. Chúng phân bố ở miền Ấn Độ - Mã Lai.